# Fanjeaux
Fanjeaux – miejscowość i gmina we Francji, w regionie Oksytania, w departamencie Aude.
Według danych na rok 1990 gminę zamieszkiwało 775 osób, a gęstość zaludnienia wynosiła 30 osób/km² (wśród 1545 gmin Langwedocji-Roussillon Fanjeaux plasuje się na 408. miejscu pod względem liczby ludności, natomiast pod względem powierzchni na miejscu 263.).

## Zabytki
Zabytki w miejscowości posiadające status Monument historique:
- kościół Wniebowzięcia (Église de l'Assomption)
- krzyż (croix)